# Kaninholmen, Lovisa
Kaninholmen är en ö i Finland. Den ligger i Finska viken och i kommunen Lovisa i den ekonomiska regionen  Lovisa i landskapet Nyland, i den södra delen av landet. Ön ligger omkring 66 kilometer nordöst om Helsingfors.
Öns area är 3,1 hektar och dess största längd är 330 meter i nord-sydlig riktning. Ön höjer sig omkring 20 meter över havsytan. I omgivningarna runt Kaninholmen växer i huvudsak blandskog.